# Милија Глишић
Милија Глишић (рођен 1. маја 1932) је српски сликар.

## Биографија
Рођен је 1. маја 1932. године у Риљцу. Завршио је Факултет ликовних уметности Универзитета уметности у Београду и постдипломске студије у Београду. Члан је Удружења ликовних уметника Србије од 1961. и Ладе од 1965. године. Самостално је излагао скулптуре у Лозани 1962, галерији Коларчевог народног универзитета 1965, у Виндсору 1966, Детроиту 1967. и Београду 1969. Излагао је на групним изложбама у Октобарском салону 1961—1971, Симпозијуму скулптуре у Врњачкој бањи 1965, Интернационалном салону мале скулптуре у Хагу 1966, изложби скулптура у Хагу, Амстердаму и Трећем тријеналу ликовне уметности 1967, Интернационалној изложби Детроит, Ликовним сусретима на Палићу 1968—1970. и 1972, Симпозијуму „Мермер и звуци” у Аранђеловцу 1968—1969, Југословенској изложби у Паризу 1969, изложби скулптура „Босанска Крупа” 1970. и Интернационалном студију за пластику у Прилепу 1972. године. Добитник је награде ливнице „Пластика” на Октобарском салону 1964, друге награде на међународној изложби за дело „Кукавија” у Хагу 1966, прве награде за дело „Пластични облик” и прве награде за плакету града Панчева 1970. Аутор је спомен бисте Душана Радића у Врњачкој бањи, спомен објекта Првој шумадијској бригади на Руднику и Спомен-парка у Тополи. Његови радови се налазе у галеријама и на јавним местима у градовима Европе, Канаде и Америке.